# Belmonte Piceno
Belmonte Piceno település Olaszországban, Marche régióban, Fermo megyében. Lakosainak száma 574 fő (2023. január 1.). Belmonte Piceno Falerone, Fermo, Grottazzolina, Monsampietro Morico, Montegiorgio, Monteleone di Fermo, Servigliano és Montottone községekkel határos.

## Népesség
A település népességének változása:
| Lakosok száma | 628  | 624  | 574  |
|               | 2017 | 2018 | 2023 |